# Mixornis kelleyi
A Mixornis kelleyi a madarak osztályának verébalakúak (Passeriformes) rendjébe és a timáliafélék (Timaliidae) családjába tartozó faj.

## Rendszerezése
A fajt Jean Theodore Delacour amerikai ornitológus írta le 1932-ben. Besorolása vitatott, egyes szervezetek a Macronus nembe sorolják Macronus kelleyi néven. Helytelenül szerepelt  Macronous kelleyi néven is.

## Előfordulása
Délkelet-Ázsiában, Kambodzsa, Laosz és Vietnám területén honos. Természetes élőhelyei a szubtrópusi vagy trópusi síkvidéki esőerdők. Állandó, nem vonuló faj.

## Megjelenése
Testhossza 14 centiméter.

## Természetvédelmi helyzete
Az elterjedési területe nagy, egyedszáma ugyan csökken, de még nem éri el a kritikus szintet. A Természetvédelmi Világszövetség Vörös listáján nem fenyegetett fajként szerepel.